# Benjamin K. Focht

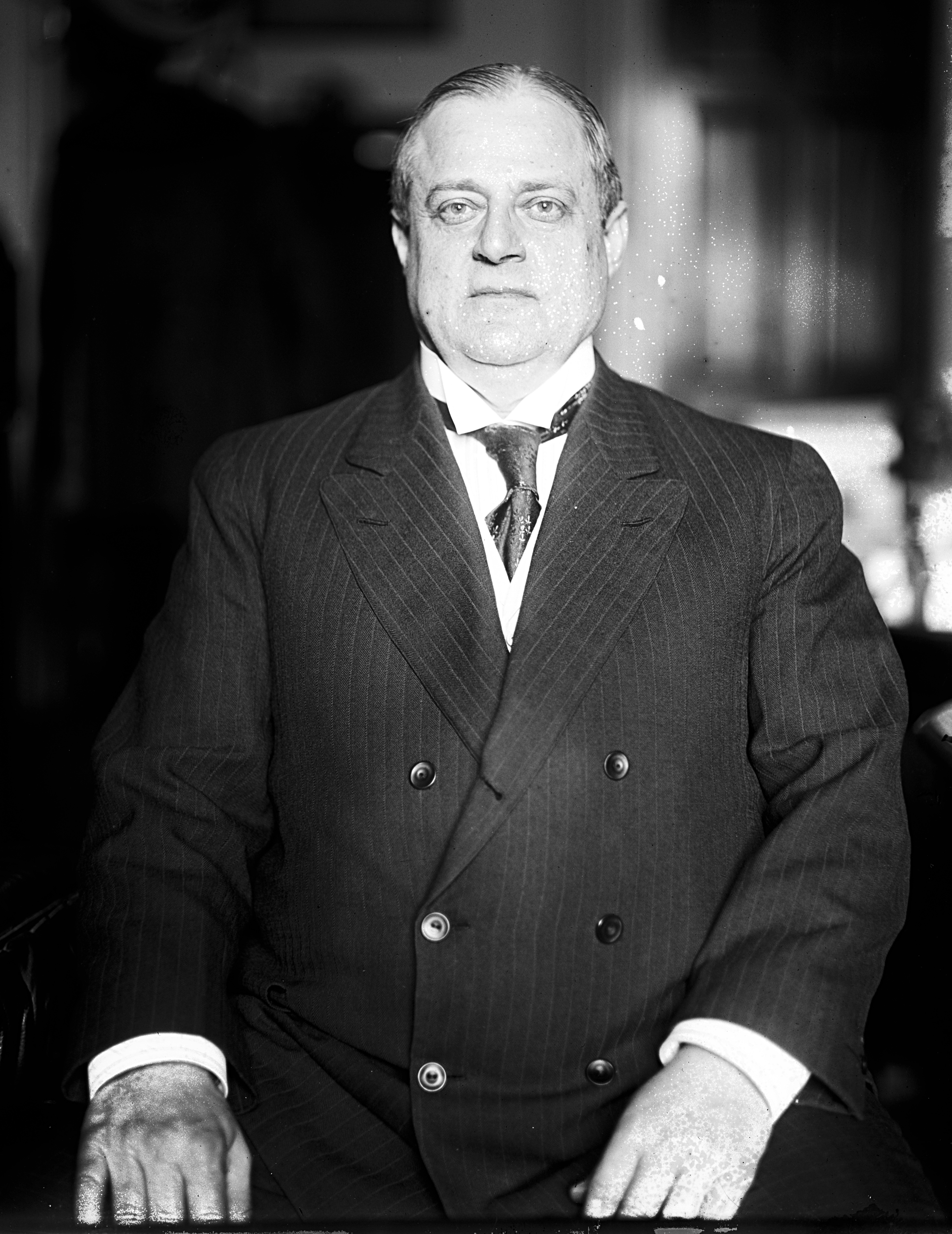
Benjamin K. Focht

Benjamin Kurtz Focht (* 12. März 1863 in New Bloomfield, Perry County, Pennsylvania; † 27. März 1937 in Washington, D.C.) war ein US-amerikanischer Politiker. Zwischen 1907 und 1937 vertrat er drei Mal den Bundesstaat Pennsylvania im US-Repräsentantenhaus.

## Werdegang
Benjamin Focht besuchte die öffentlichen Schulen seiner Heimat und danach die Bucknell University in Lewisburg. Daran schlossen sich Studiengänge am Pennsylvania State College und der Susquehanna University in Selinsgrove an. Danach wurde er in der Zeitungsbranche tätig. Im Jahr 1881 gründete er die Lewisburg Saturday News, die er bis zu seinem Tod herausgab. Außerdem war er Offizier der Nationalgarde. Politisch wurde er Mitglied der Republikanischen Partei; im Jahr 1889 nahm er als Delegierter an deren regionalem Parteitag für Pennsylvania teil. Zwischen 1893 und 1897 saß Focht als Abgeordneter im Repräsentantenhaus von Pennsylvania, von 1901 bis 1905 gehörte er dem Staatssenat an. Von 1912 bis 1914 war er Staatsbeauftragter für die Wasserversorgung.
Bei den Kongresswahlen des Jahres 1906 wurde Focht im 17. Wahlbezirk von Pennsylvania in das US-Repräsentantenhaus in Washington, D.C. gewählt, wo er am 4. März 1907 die Nachfolge von Thaddeus Maclay Mahon antrat. Nach zwei Wiederwahlen konnte er bis zum 3. März 1913 drei Legislaturperioden im Kongress absolvieren. Im Jahr 1912 wurde er nicht bestätigt. Bei den Wahlen des Jahres 1914 wurde Focht erneut im 17. Distrikt seines Staates in den Kongress gewählt, wo er am 4. März 1915 den Demokraten Franklin Lewis Dershem ablöste, der zwei Jahre zuvor sein Nachfolger geworden war. Nach drei Wiederwahlen konnte er bis zum 3. März 1923 vier weitere Legislaturperioden im US-Repräsentantenhaus verbringen. In diese Zeit fielen der Erste Weltkrieg und die Ratifizierung des 18. und des 19. Verfassungszusatzes. Von 1919 bis 1921 war Focht Vorsitzender des Committee on War Claims; zwischen 1921 und 1923 leitete er den Ausschuss zur Verwaltung des Bundesbezirks District of Columbia.
1922 wurde Focht nicht wiedergewählt. In den folgenden Jahren bis 1930 kandidierte er bei allen Kongresswahlen erfolglos für seine Rückkehr in den Kongress. Während dieser Zeit war er in Lewisburg weiterhin in der Zeitungsbranche tätig. In den Jahren 1928 und 1929 bekleidete er in der Staatsregierung von Pennsylvania das Amt des Deputy Secretary of the Commonwealth. Bei den Kongresswahlen des Jahres 1932 wurde Focht dann im 18. Bezirk seines Staates erneut in den Kongress gewählt, wo er am 4. März 1933 die Nachfolge von Joseph Franklin Biddle antrat. Nach zwei Wiederwahlen konnte er dieses Mandat bis zu seinem Tod am 27. März 1937 in Washington ausüben. Während seiner Zeit im Kongress wurden dort die ersten der New-Deal-Gesetze der Roosevelt-Regierung verabschiedet, denen Fochts Partei eher ablehnend gegenüberstand. 1935 wurden erstmals die Bestimmungen des 20. Verfassungszusatzes angewendet, wonach die Legislaturperiode des Kongresses jeweils am 3. Januar endet bzw. beginnt.
Benjamin Focht wurde in seiner Heimatstadt Lewisburg beigesetzt.